# NGC 2627
NGC 2627 è un ammasso aperto situato nella costellazione della Bussola.

## Osservazione

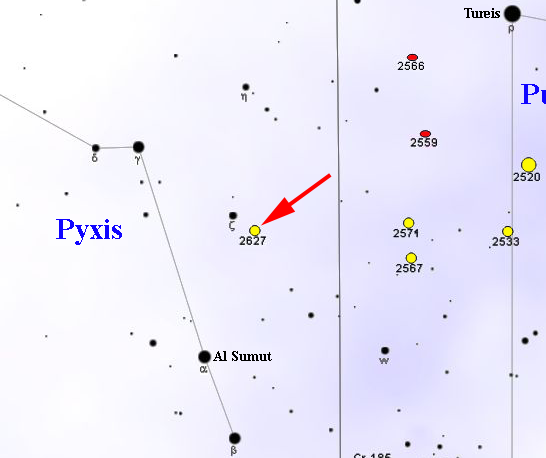
Mappa per individuare NGC 2627.

La sua posizione si può trovare abbastanza facilmente mezzo grado a sud-ovest della stella doppia ζ Pyxidis, in un campo molto ricco di stelle deboli; è un oggetto minuto e piuttosto debole, individuabile sotto un cielo scuro e limpido anche con un binocolo 10x50, seppur con qualche difficoltà. Un telescopio da 120mm è più indicato per la sua osservazione, in quanto con esso è possibile scorgere alcune decine di stelle fino alla magnitudine 13. Per una risoluzione completa occorrono però strumenti con aperture a partire dai 200mm in su.
La declinazione moderatamente australe di quest'ammasso favorisce gli osservatori dell'emisfero sud, sebbene si presenti circumpolare solo a partire da latitudini elevate; dall'emisfero boreale la sua osservazione risulta piuttosto penalizzata dalle regioni situate a latitudini medie settentrionali ed è invisibile alle alte latitudini. Il periodo migliore per la sua osservazione nel cielo serale è quello compreso fra dicembre e aprile.

## Storia delle osservazioni
NGC 2627 venne individuato per la prima volta da William Herschel nel 1793 attraverso un telescopio riflettore da 18,7 pollici; suo figlio John Herschel lo riosservò in seguito e lo inserì nel suo General Catalogue of Nebulae and Clusters col numero 1678.

## Caratteristiche
NGC 2627 è un ammasso piuttosto ricco e denso, ma formato per lo più da deboli stelle; la sua distanza è stimata attorno ai 2034 parsec (circa 6630 anni luce) ed è quindi situato in prossimità del Braccio di Perseo, in un tratto dove sono presenti segni di disgregazione a causa della sua stessa terminazione.
È formato da una quarantina di stelle più luminose della magnitudine 13, disposte in senso est-ovest a formare una sorta di scia; la presenza nel suo campo di alcune giganti rosse lo rende un interessante oggetto per gli studi fotometrici. Per la sua età sono state fornite stime attorno ai 370 milioni di anni, così come molto più grandi, fino a 1,4 miliardi di anni; dal diagramma colore-magnitudine è evidente che un gran numero di componenti ha lasciato la fase di sequenza principale per evolvere verso lo stadio di gigante.